# Division med noll
Division med noll innebär inom matematiken att man dividerar ett tal med noll, det vill säga att man har noll i nämnaren. Det kan skrivas {\displaystyle \textstyle {\frac {x}{0}}}, där x är täljaren och noll nämnaren. Division med noll är inte definierad för de reella talen eller komplexa talen inom matematiken.

## Historia
Ett av de tidigaste kända exemplen på matematiker som tagit sig an problemet att dividera med noll var Brahmagupta som år 628 gav ut Brahmasphutasiddhanta. Han misslyckades med att beskriva division med noll då han kom fram till bland annat att noll delat på noll är noll.
År 830 misslyckades även Mahavira med att komma fram till något givande svar på hur man ska tänka på division med noll, då han kom fram till att ett tal dividerat med noll återstår oförändrat.
Bhaskara II misslyckades även han då han tolkade division med noll som: 
{\displaystyle {\frac {a}{0}}=\infty }
Det är dock den bästa av tolkningar av de historiska exemplen som tagits upp, men det kan leda till motsägelser vilket tas upp nedan.

## Tolkning inom vanligt räknande
När man ska förstå division inom vanlig aritmetik så brukar man tänka sig att man delar upp en sak i flera bitar.

## Algebraisk tolkning
Rådande konsensus om hur man ska tolka division med noll mellan matematiker är att man först definierar vad division är i förhållande till andra kända räknemetoder. Anledningen till att man då säger att division med noll är odefinierat, är att man brukar se division som inverterad multiplikation.
Det vill säga att a/b = c så är a = bc så länge som b ≠ 0. Då b = 0 kan man skriva om ekvationen som a/0 = c då blir a = 0c, 0 gånger vilket nummer som helst är alltid 0. Då blir a alltid lika med 0, alla värden på a ≠ 0 blir då omöjliga. Om a = 0 så uppkommer ändå ett annat problem, 0/0 = c vilket leder till att 0 = 0c vilket är sant för alla möjliga värden på c. Det är därför meningslöst att dela med noll.

### Exempel: Felaktigheter som kan uppstå vid division med noll
Det finns många exempel på felaktigheter som division med noll kan leda till, ett av dem följer här under.
{\displaystyle (1)\quad a=b}   är utgångspunkten för exemplet
{\displaystyle (2)\quad a^{2}=ab}   multiplicera med a på båda sidor
{\displaystyle (3)\quad a^{2}-b^{2}=ab-b^{2}}   subtrahera med b² på båda sidor
{\displaystyle (4)\quad (a+b)(a-b)=b(a-b)} Konjugatregeln i vänsterledet och utbrytning av b i högerledet
{\displaystyle (5)\quad a+b=b}   dividera med (a-b) på båda sidor
{\displaystyle (6)\quad 2b=b}   eftersom a=b
{\displaystyle (7)\quad 2=1}   dividera med b på båda sidor
Felet som uppkommer i detta exempel är att man mellan steg fyra och fem dividerar med 0, då a − b = 0.

## Inom analysen
Om man analytiskt försöker resonera sig till hur man skulle kunna definiera division med 0 faller det sig naturligt att göra det med hjälp av ett gränsvärde. Man studerar då division med mycket små, men dock nollskilda, tal.
För a > 0 gäller (om a är konstant):
{\displaystyle \lim _{x\to 0^{+}}{\frac {a}{x}}=+\infty }
och
{\displaystyle \lim _{x\to 0^{-}}{\frac {a}{x}}=-\infty }
Säger man att a/0 = +∞ så har man alltså valt att låta x närma sig 0 från den positiva sidan av tallinjen. Eftersom man lika gärna skulle ha kunnat närma sig 0 från den negativa sidan och fått a/0 = -∞, ser vi att valet av definition är godtycklig, och därför utifrån en matematikers synsätt otillräcklig.
Däremot kan gränsvärden av typen "0/0" vara väldefinierade. Ett exempel är
{\displaystyle \lim _{x\to 0}{\frac {\sin x}{x}}=1}
Detta innebär dock inte att funktionen
{\displaystyle f(x)={\frac {\sin x}{x}}}
är definierad för x=0
Eftersom
{\displaystyle \lim _{x\to 0}{\frac {2x}{x}}=2}
innebär det att gränsvärden av typen "0/0" generellt sett kan ha valfritt värde, vilket innebär att gränsvärdesanalys inte ger någon generell definition av "0/0".

## Riemannsfären
Det finns områden inom matematiken då division med noll är definierat. Då ℂ ∪ {∞} kallas för Riemannsfären som är av stor betydelse inom komplex analys. I Riemannsfären är ett delat med noll lika med komplex oändlighet. Dock så är inte det omvändbart, vilket gör att noll gånger komplex oändlighet och noll genom noll är odefinierat.

## Inom datateknik
I standarden IEEE 754-2008 för flyttalsberäkningar har man valt att division med noll ska vara väldefinierade. x/0.0 ger "positiv oändlighet" vid positivt x, "negativ oändlighet" vid negativ x, och "NaN" ("Not a Number", "Inte ett tal") om x är 0. Dessa speciella resultat kan representeras med speciella flyttal. På så sätt ger varje aritmetisk beräkning med flyttal ett definierat resultat.
Heltalsdivision med noll hanteras som ett undantag i programspråk som har mekanismer för detta, medan det i andra språk kan ge noll eller det största heltalet.